# Ганенко, Иван Петрович
Ива́н Петро́вич Гане́нко (1903—1995) — советский партийный и государственный деятель.

## Биография
Родился 27 февраля (12 марта по новому стилю) 1903 года в Елизаветграде Херсонской губернии.
Участник Гражданской войны в России, в 1920—1921 годах служил в РККА. В 1924 году вступил в ВКП(б). В 1933—1935 годах учился в Институте подготовки кадров Красной профессуры, в 1935—1938 годах — в Экономическом институте Красной профессуры. Участник Великой Отечественной войны, в 1941 году имел звание бригадный комиссар.
Послужной список И. П. Ганенко:
- с 1924 года находился на комсомольской, профсоюзной и партийной работе (в Сибирском и Западно-Сибирском краях);
- в 1925—1931 годах — ответственный секретарь окружного комитета РЛКСМ, старший инспектор Центральной контрольной комиссии ВКП(б) — Народного комиссариата рабоче-крестьянской инспекции СССР;
- в 1931—1933 годах был ректором Октябрьского коммунистического университета в Москве;
- в 1938—1940 годах — 2-й секретарь Новосибирского городского комитета ВКП(б);
- с 26.3.1941 по 26.8.1943 — секретарь ЦК КП(б) Беларуси по строительству;
- с 29 июля по 3 октября 1941 года — член Военного Совета 13-й армии Брянского фронта, бригадный комиссар;
- с октября 1941 по 1942 год — заместитель начальника Политического управления Западного фронта, бригадный комиссар; заместитель начальника Политического управления Волховского фронта, бригадный комиссар;
- с 9 сентября 1942 года — заместитель начальника Белорусского Штаба партизанского движения;
- с октября 1943 по 1947 год — заведующий Отделом промышленного и коммунального строительства ЦК КП(б) Беларуси; заместитель секретаря ЦК КП(б) Беларуси;
- с марта 1948 года по июнь 1950 года — 1-й секретарь Полоцкого областного комитета КП(б) Беларуси;
- с 3 июня 1950 года по 20 сентября 1952 года — секретарь ЦК КП(б) Беларуси; член Бюро ЦК КП(б) Беларуси;
- в 1952—1953 годах был инспектором Отдела партийных, профсоюзных и комсомольских органов ЦК ВКП(б)−КПСС;
- с 1953 года по январь 1954 года — заведующий Сектором Отдела партийных, профсоюзных и комсомольских органов ЦК КПСС;
- с января 1954 года по 18 апреля 1961 года — 1-й секретарь Астраханского областного комитета КПСС.

С 25 февраля 1956 года по 17 октября 1961 года — кандидат в члены ЦК КПСС; был депутатом Верховного Совета СССР в 1954—1962 годах.
С апреля 1961 года И. П. Ганенко находился на пенсии, жил в Москве. Умер 18 марта 1995 года в Москве. Похоронен на Новодевичьем кладбище (3 участок, 52 ряд).